# 小田急エース
小田急エース（おだきゅうエース、Odakyu ACE）は、東京都新宿区西新宿一丁目の新宿駅西口地下広場の一角にある地下商店街。小田急グループに属する。

## 概要
正式名称は新宿駅西口地下街。都市計画法に基づく都市施設名称は、東京都市計画駐車場第26号新宿駅西口駐車場（1960年6月15日都市計画決定）で、都市計画駐車場の併設地下街の位置づけである。住居表示は東京都新宿区西新宿一丁目西口地下街1号。面積は 29,650.0m2（北館、南館の合計）。1966年（昭和41年）11月、「新宿西口地下名店街」として開業。
小田急線新宿駅が立体化され、その上層部に新宿地下鉄ビルデイングが建設され、小田急百貨店新宿店本館が小田急ハルクから新宿地下鉄ビルデイングへ移った。その際に、現在の小田急百貨店本館の周辺にあった飲食店などが新しく出来た地下広場に移ったのが始まりである。。
区域は、新宿駅西口ロータリー、新宿駅西口地下広場イベントコーナーを介し、2箇所に分かれ、新宿駅西口バスターミナルの下にある部分が北館、京王電鉄京王線新宿駅の西側地下に繋がっている部分が南館となっている。
北館は新宿エルタワーや小田急ハルクに直結。2022年（令和4年）12月1日には本館の営業を10月に終了し、隣接する新宿西口ハルクに移転して営業を再開した小田急百貨店がプロデュースする「SHINJUKU DELISH PARK（シンジュク デリッシュ パーク）」がオープン。約1000平方メートルの区画に28店が出店した。南館は京王モールと一体的に直結し、同モールを経由して京王新線・都営地下鉄新宿線・大江戸線の乗り場（新線新宿駅）に繋がり、飲食店などが営業する。

### 運営
2020年（令和2年）4月、小田急グループにおける商業施設の運営・開発事業を一貫して担う会社として小田急SCディベロップメントが設立されたことに伴い、同施設の運営が小田急電鉄から小田急SCディベロップメントに移管された。

## テナント
詳しくは下記公式サイト参照。
- 過去には名曲喫茶の新宿スカラ座が出店していた[5]。

## アクセス
- 新宿駅より徒歩1分程度
- 営業時間等：店舗により異なる（物販店は最長10:00 - 21:00、飲食店は最長7:30 - 23:00）が、深夜時間帯は商店街自体が閉鎖されている。